# Súper Rugby 2012
El Súper Rugby 2012 fue la décimo séptima edición, segunda en el formato con 15 equipos, del torneo de rugby entre clubes más importante del hemisferio sur.

## Historia
Por razones de patrocinio, esta competición es sabida como FxPro Super Rugbi en Australia, Investec Super Rugbi en Nueva Zelanda y Vodacom Super Rugbi en Sudáfrica. Incluyendo sus encarnaciones pasadas como Super 12 y Super 14, esto era la 17.ª estación  para el premier del Hemisferio Del sur competición de club transnacional. Los juegos de conferencia tuvieron lugar cada fin de semana de 24 febrero hasta que 14 julio (con una rotura de tres semanas entre rondas 15 y 16 para partidos internacionales), seguidos por la serie de finales, culminando en la final magnífica el 4 de agosto. Mientras su tres principal retransmitiendo los socios son Deportes de Zorro  (Australia), Deporte de Cielo (Nueva Zelanda) y SuperSport (Sudáfrica), Super el rugbi puede ser visto en muchos países durante el mundo.
Los Jefes, basados en Hamilton, Nueva Zelanda, reclamó su primer-nunca título en la historia de la competición, derrotando el Durban-basó Sharks 37@–6 en la final se agarró 4 agosto en los Jefes' casa de Waikato Estadio.

## Formato de competición
Cobertura 24 semanas, el programa presentó un total de 125 partidos. Los 15 equipos están agrupados por geografía, etiquetó la Conferencia australiana, Conferencia de Nueva Zelanda y la Conferencia sudafricana. La estación regular consta de dos tipos de partidos:
- Partidos de Conferencia interna @– Cada equipo juega los otros cuatro equipos en la misma conferencia dos veces, casa y fuera.
- Partidos de Conferencia del Cross @– Cada equipo juega cuatro equipos de las otras dos conferencias fuera, y cuatro equipos de las otras dos conferencias casa, por ello perdiendo fuera encima dos equipos (uno de cada de las otras conferencias). Cada equipo juega dos casa y dos fuera juegos contra equipos de cada de los otros países, haciendo un total de ocho conferencia de cruz juegos para cada equipo. Habrá un tres-semana rotura internacional entre rondas 15 y 16 de la estación regular.

El equipo superior de cada conferencia, más la parte superior próxima tres equipos en puntos de mesa a toda costa de conferencia (equipos de tarjeta salvaje), avance a las finales. La parte superior dos ganadores de conferencia, basó encima puntos de mesa, recibe primero-redondo byes. En la primera ronda de las finales, el tercer ganador de conferencia es la #3 semilla  y anfitriones el equipo de tarjeta salvaje con el registro peor, y el equipo de tarjeta salvaje mejor anfitriones el segundo-equipo de tarjeta salvaje mejor. En el semi-finales, el #2 ganador de conferencia anfitriones la semilla superviviente más alta de la primera ronda, y el #1 ganador de conferencia anfitriones el otro primer-ganador redondo. La final es hosted por la semilla restante superior.

## Fase de grupos
| Conferencia australiana |          |     |    |   |       |    |     |     |      |    |    |    |     |    |
| Pos                     | Equipo   | Rnd | D  | L | Adiós | PF | PA  | PD  | TF   | TA | TB | LB | Pts |    |
| 1                       | Reds     | 18  | 11 | 0 | 5     | 2  | 359 | 347 | +12  | 38 | 36 | 4  | 2   | 58 |
| 2                       | Brumbies | 18  | 10 | 0 | 6     | 2  | 404 | 331 | +73  | 41 | 31 | 5  | 5   | 58 |
| 3                       | Waratahs | 18  | 4  | 0 | 12    | 2  | 346 | 407 | -61  | 33 | 43 | 3  | 8   | 35 |
| 4                       | Rebels   | 18  | 4  | 0 | 12    | 2  | 362 | 520 | -158 | 37 | 59 | 3  | 5   | 32 |
| 5                       | Force    | 18  | 3  | 0 | 13    | 2  | 306 | 440 | -134 | 30 | 49 | 2  | 5   | 27 |

| Conferencia de Nueva Zelanda |             |     |    |   |       |    |     |     |      |    |    |    |     |    |
| Pos                          | Equipo      | Rnd | D  | L | Adiós | PF | PA  | PD  | TF   | TA | TB | LB | Pts |    |
| 1                            | Chiefs      | 18  | 12 | 0 | 4     | 2  | 444 | 358 | +86  | 47 | 30 | 5  | 3   | 64 |
| 2                            | Crusaders   | 18  | 11 | 0 | 5     | 2  | 485 | 343 | +142 | 47 | 34 | 5  | 4   | 61 |
| 3                            | Hurricanes  | 18  | 10 | 0 | 6     | 2  | 489 | 429 | +60  | 58 | 39 | 8  | 1   | 57 |
| 4                            | Highlanders | 18  | 9  | 0 | 7     | 2  | 359 | 385 | -26  | 36 | 31 | 2  | 4   | 50 |
| 5                            | Blues       | 18  | 4  | 0 | 12    | 2  | 359 | 430 | -71  | 34 | 50 | 2  | 6   | 32 |

| Conferencia sudafricana |          |     |    |   |       |    |     |     |      |    |    |    |     |    |
| Pos                     | Equipo   | Rnd | D  | L | Adiós | PF | PA  | PD  | TF   | TA | TB | LB | Pts |    |
| 1                       | Stormers | 18  | 14 | 0 | 2     | 2  | 350 | 254 | +96  | 28 | 21 | 0  | 2   | 66 |
| 2                       | Bulls    | 18  | 10 | 0 | 6     | 2  | 472 | 369 | +103 | 50 | 38 | 6  | 5   | 59 |
| 3                       | Sharks   | 18  | 10 | 0 | 6     | 2  | 436 | 348 | +88  | 47 | 31 | 7  | 4   | 59 |
| 4                       | Cheetahs | 18  | 5  | 0 | 11    | 2  | 391 | 458 | -67  | 35 | 47 | 3  | 7   | 38 |
| 5                       | Lions    | 18  | 3  | 0 | 13    | 2  | 317 | 460 | -143 | 30 | 52 | 2  | 3   | 25 |

| Tabla Global |             |     |    |   |       |    |     |     |      |    |    |    |     |    |
| Pos          | Equipo      | Rnd | D  | L | Adiós | PF | PA  | PD  | TF   | TA | TB | LB | Pts |    |
| 1            | Stormers    | 18  | 14 | 0 | 2     | 2  | 350 | 254 | +96  | 28 | 21 | 0  | 2   | 66 |
| 2            | Chiefs      | 18  | 12 | 0 | 4     | 2  | 444 | 358 | +86  | 47 | 30 | 5  | 3   | 64 |
| 3            | Reds        | 18  | 11 | 0 | 5     | 2  | 359 | 347 | +12  | 38 | 36 | 4  | 2   | 58 |
| 4            | Crusaders   | 18  | 11 | 0 | 5     | 2  | 485 | 343 | +142 | 47 | 34 | 5  | 4   | 61 |
| 5            | Bulls       | 18  | 10 | 0 | 6     | 2  | 472 | 369 | +103 | 50 | 38 | 6  | 5   | 59 |
| 6            | Sharks      | 18  | 10 | 0 | 6     | 2  | 436 | 348 | +88  | 47 | 31 | 7  | 4   | 59 |
| 7            | Brumbies    | 18  | 10 | 0 | 6     | 2  | 404 | 331 | +73  | 41 | 31 | 5  | 5   | 58 |
| 8            | Hurricanes  | 18  | 10 | 0 | 6     | 2  | 489 | 429 | +60  | 58 | 39 | 8  | 1   | 57 |
| 9            | Highlanders | 18  | 9  | 0 | 7     | 2  | 359 | 385 | -26  | 36 | 31 | 2  | 4   | 50 |
| 10           | Cheetahs    | 18  | 5  | 0 | 11    | 2  | 391 | 458 | -67  | 35 | 47 | 3  | 7   | 38 |
| 11           | Waratahs    | 18  | 4  | 0 | 12    | 2  | 346 | 407 | -61  | 33 | 43 | 3  | 8   | 35 |
| 12           | Blues       | 18  | 4  | 0 | 12    | 2  | 359 | 430 | -71  | 34 | 50 | 2  | 6   | 32 |
| 13           | Rebels      | 18  | 4  | 0 | 12    | 2  | 362 | 520 | -158 | 37 | 59 | 3  | 5   | 32 |
| 14           | Force       | 18  | 3  | 0 | 13    | 2  | 306 | 440 | -134 | 30 | 49 | 2  | 5   | 27 |
| 15           | Lions       | 18  | 3  | 0 | 13    | 2  | 317 | 460 | -143 | 30 | 52 | 2  | 3   | 25 |

### Posiciones fecha por fecha
| Progresión de los equipos |           |           |           |           |            |            |            |            |            |            |            |            |            |            |            |            |            |            |
| Equipo | R1        | R2        | R3        | R4        | R5         | R6         | R7         | R8         | R9         | R10        | R11        | R12        | R13        | R14        | R15        | R16        | R17        | Final      |
| --- | --------- | --------- | --------- | --------- | ---------- | ---------- | ---------- | ---------- | ---------- | ---------- | ---------- | ---------- | ---------- | ---------- | ---------- | ---------- | ---------- | ---------- |
| Stormers | 4 (1.º )  | 8 (4.º )  | 12 (3.º ) | 16 (2.º ) | 20 (1.º )  | 24 (1.º )  | 28 (1.º )  | 29 (2.º )  | 33 (2.º )  | 37 (2.º )  | 41 (4.º )  | 45 (4.º )  | 49 (1.º )  | 50 (2.º )  | 54 (2.º )  | 58 (2.º )  | 62 (2.º )  | 66 (1.º )  |
| Jefes | 1 (12.º ) | 6 (7.º )  | 10 (6.º ) | 14 (4.º ) | 18 (2.º )  | 22 (4.º )  | 26 (2.º )  | 31 (1.º )  | 35 (1.º )  | 39 (1.º )  | 44 (1.º )  | 45 (2.º )  | 49 (2.º )  | 53 (1.º )  | 58 (1.º )  | 62 (1.º )  | 63 (1.º )  | 64 (2.º )  |
| Rojos | 4 (3.º )  | 8 (2.º )  | 12 (1.º ) | 13 (3.º ) | 13 (8.º )  | 13 (9.º )  | 17 (8.º )  | 21 (9.º )  | 21 (10.º ) | 25 (9.º )  | 26 (9.º )  | 31 (9.º )  | 36 (8.º )  | 40 (8.º )  | 44 (9.º )  | 49 (7.º )  | 53 (8.º )  | 58 (3.º )  |
| Cruzados | 4 (7.º )  | 5 (9.º )  | 6 (10.º ) | 10 (9.º ) | 14 (7.º )  | 18 (6.º )  | 19 (7.º )  | 23 (7.º )  | 28 (6.º )  | 33 (6.º )  | 37 (5.º )  | 37 (5.º )  | 42 (5.º )  | 46 (5.º )  | 51 (4.º )  | 52 (5.º )  | 56 (4.º )  | 61 (4.º )  |
| Toros | 4 (4.º )  | 9 (1.º )  | 10 (5.º ) | 14 (5.º ) | 19 (4.º )  | 20 (5.º )  | 24 (4.º )  | 29 (4.º )  | 33 (4.º )  | 37 (4.º )  | 42 (2.º )  | 46 (1.º )  | 47 (4.º )  | 48 (4.º )  | 49 (5.º )  | 54 (4.º )  | 54 (5.º )  | 59 (5.º )  |
| Sharks | 1 (13.º ) | 2 (12.º ) | 7 (9.º )  | 11 (7.º ) | 12 (10.º ) | 17 (7.º )  | 17 (9.º )  | 22 (8.º )  | 23 (9.º )  | 27 (7.º )  | 31 (7.º )  | 36 (6.º )  | 41 (6.º )  | 45 (6.º )  | 45 (7.º )  | 49 (8.º )  | 54 (6.º )  | 59 (6.º )  |
| Brumbies | 4 (5.º )  | 8 (5.º )  | 12 (4.º ) | 13 (6.º ) | 17 (3.º )  | 18 (3.º )  | 19 (3.º )  | 24 (3.º )  | 26 (3.º )  | 31 (3.º )  | 35 (3.º )  | 39 (3.º )  | 44 (3.º )  | 45 (3.º )  | 49 (3.º )  | 54 (3.º )  | 58 (3.º )  | 58 (7.º )  |
| Huracanes | 0 (15.º ) | 4 (10.º ) | 9 (7.º )  | 10 (8.º ) | 15 (6.º )  | 16 (8.º )  | 21 (6.º )  | 25 (6.º )  | 25 (8.º )  | 25 (10.º ) | 30 (8.º )  | 34 (8.º )  | 35 (9.º )  | 40 (9.º )  | 45 (6.º )  | 49 (6.º )  | 53 (7.º )  | 57 (8.º )  |
| Highlanders | 4 (2.º )  | 8 (3.º )  | 12 (2.º ) | 16 (1.º ) | 17 (5.º )  | 22 (2.º )  | 22 (5.º )  | 26 (5.º )  | 30 (5.º )  | 34 (5.º )  | 34 (6.º )  | 35 (7.º )  | 39 (7.º )  | 44 (7.º )  | 44 (8.º )  | 45 (9.º )  | 46 (9.º )  | 50 (9.º )  |
| Cheetahs | 1 (14.º ) | 1 (15.º ) | 2 (14.º ) | 6 (12.º ) | 7 (13.º )  | 12 (12.º ) | 16 (11.º ) | 17 (11.º ) | 21 (11.º ) | 22 (11.º ) | 26 (10.º ) | 27 (10.º ) | 27 (12.º ) | 32 (10.º ) | 36 (10.º ) | 37 (10.º ) | 38 (10.º ) | 38 (10.º ) |
| Waratahs | 1 (11.º ) | 6 (6.º )  | 7 (8.º )  | 8 (11.º ) | 13 (9.º )  | 13 (10.º ) | 17 (10.º ) | 21 (10.º ) | 25 (7.º )  | 26 (8.º )  | 26 (11.º ) | 27 (11.º ) | 28 (11.º ) | 30 (11.º ) | 30 (11.º ) | 34 (11.º ) | 35 (11.º ) | 35 (11.º ) |
| Blues | 1 (9.º )  | 1 (13.º ) | 5 (11.º ) | 5 (14.º ) | 6 (15.º )  | 10 (13.º ) | 10 (14.º ) | 11 (14.º ) | 12 (15.º ) | 12 (15.º ) | 12 (15.º ) | 16 (14.º ) | 16 (14.º ) | 17 (14.º ) | 19 (15.º ) | 23 (14.º ) | 28 (13.º ) | 32 (12.º ) |
| se rebela | 4 (8.º )  | 4 (11.º ) | 5 (13.º ) | 6 (13.º ) | 10 (12.º ) | 10 (15.º ) | 14 (12.º ) | 14 (12.º ) | 14 (13.º ) | 18 (12.º ) | 20 (12.º ) | 24 (12.º ) | 29 (10.º ) | 29 (12.º ) | 29 (12.º ) | 29 (12.º ) | 31 (12.º ) | 32 (13.º ) |
| Fuerza | 1 (10.º ) | 1 (14.º ) | 1 (15.º ) | 5 (15.º ) | 7 (15.º )  | 12 (11.º ) | 12 (13.º ) | 13 (13.º ) | 17 (12.º ) | 17 (13.º ) | 18 (13.º ) | 18 (13.º ) | 19 (13.º ) | 23 (13.º ) | 27 (13.º ) | 27 (13.º ) | 27 (14.º ) | 27 (14.º ) |
| Leones | 4 (6.º )  | 5 (8.º )  | 5 (12.º ) | 9 (10.º ) | 10 (11.º ) | 10 (14.º ) | 10 (15.º ) | 10 (15.º ) | 14 (14.º ) | 14 (14.º ) | 14 (14.º ) | 14 (15.º ) | 14 (15.º ) | 15 (15.º ) | 20 (14.º ) | 20 (15.º ) | 25 (15.º ) | 25 (15.º ) |
| La mesa por encima de espectáculos la progresión de un equipo durante la estación .Para cada ronda, su total de puntos acumulable está mostrado con la posición de registro global en paréntesis. |           |           |           |           |            |            |            |            |            |            |            |            |            |            |            |            |            |            |
| Clave: | Gana      | Sorteo    | Pérdida   | adiós     |            |            |            |            |            |            |            |            |            |            |            |            |            |            |

## Final
| 4 de agosto de 2012 | Chiefs | 37 – 6 | Sharks                       | Estadio Waikato, Hamilton,                                              |                                                                         |
|                     | Tries Nanai-Williams 19' Thompson 46' Masaga 61' Williams 77' Conversiones Cruden (4) Penales Cruden (3) 25', 34', 72' |        | Penales 6', 52' (2) Michalak | Asistencia: 25.100 espectadores Árbitro(s): Steve Walsh (Nueva Zelanda) | Asistencia: 25.100 espectadores Árbitro(s): Steve Walsh (Nueva Zelanda) |

| Bandera de Nueva Zelanda |
| Campeón Chiefs           |
| Primer título            |

## Estadísticas
| Pos. | Jugador         | Club       | Puntos |
| ---- | --------------- | ---------- | ------ |
| 1    | Aaron Cruden    | Chiefs     | 251    |
| 2    | Morné Steyn     | Bulls      | 228    |
| 3    | Beauden Barrett | Hurricanes | 197    |
| 4    | Mike Harris     | Reds       | 149    |
| 5    | Tom Taylor      | Crusaders  | 146    |

| Pos. | Jugador        | Club       | Tries |
| ---- | -------------- | ---------- | ----- |
| 1    | Bjorn Basson   | Bulls      | 10    |
| 2    | Andre Taylor   | Hurricanes | 10    |
| 3    | Julian Savea   | Hurricanes | 9     |
| 4    | Sona Taumalolo | Chiefs     | 9     |
| 5    | Gio Aplon      | Stormers   | 8     |